# Koenigsegg CCX
Koenigsegg CCX je automobil (roadster sa središnje smještenim motorom) švedskog proizvođača automobila Koenigsegg. CCX je predviđen da zadovolji američke zakone i tržišne zahtjeve i svojim evolutivnim dizajnom zamijenio je model Koenigsegg CCR.
Oznaka CCX je skraćenica za engl. Competition Coupe X, gdje oznaka X predstavlja rimsku brojku 10, koja opredstavlja 10. obljetnicu probne vožnje prvog CC modela 1996.g.
CCX je predstavljen 28. veljače 2006. na Ženevskom autosalonu. CCX je na raspolaganju i kao model CCXR, čiji je motor prerađen da ide na biogorivo. Različito podešen motor modela CCXR proizvodi 25% više snage nego model CCR. 
Automobil je dizajnirao Sven-Harry Åkesson.